# Monimos
Monimos (altgriechisch Μόνιμος Mónimos, latinisiert Monimus) war ein antiker griechischer Philosoph. Er stammte aus Syrakus, lebte im 4. und 3. Jahrhundert v. Chr. und gehörte zur Richtung der Kyniker.
Die Schriften des Monimos sind verloren. Erhalten sind lediglich einige wenige antike Berichte über sein Leben und seine Lehre. Die wichtigste Quelle ist eine Kurzbiographie in einer Schrift des Diogenes Laertios aus dem 3. Jahrhundert.

## Leben
Monimos soll laut Sosikrates von Rhodos Sklave eines Bankiers in Korinth gewesen sein. Um seine Freiheit zu erlangen, habe er Wahnsinn vorgetäuscht. Nach seiner Entlassung aus den Diensten des Bankiers habe er sich Diogenes von Sinope und Krates von Theben angeschlossen. Als Schüler des Krates war Monimos möglicherweise auch mit Metrokles und Bion von Borysthenes bekannt. Nach dem Komödiendichter Menander lief Monimos schmutzig wie ein Bettler herum und erklärte alle Meinungen für Dunst. Da Menander ihn erwähnt, ist davon auszugehen, dass er in Athen eine bekannte Persönlichkeit gewesen sein muss. Zur Abfassungszeit der Komödie muss er, da Menander in der Vergangenheit über ihn spricht, Athen verlassen haben oder bereits tot gewesen sein.

## Schriften
Diogenes Laertios berichtet, Monimos habe mehrere Schriften verfasst. Er nennt Über Triebe (Perì hormṓn), eine Einführung in die Philosophie (Protreptikos) und Mit verdecktem Ernst vermischte Spielereien (paígnia spoudḗ lelēthyía memigména).

## Lehre
Laut Diogenes Laertios vertrat Monimos dieselben Ansichten wie sein Lehrer Krates von Theben. Seinen Charakter beschreibt er als ernst, auch soll er äußeres Ansehen verachtet und nur der Wahrheit nachgestrebt haben.
Laut Sextus Empiricus hat Monimos einen ontologisch-erkenntnistheoretischen Skeptizismus vertreten. So habe er behauptet, dass es keine Kriterien der Wahrheit gibt und die seienden Dinge mit einem Bühnenbild, Traumbildern und Wahnvorstellungen verglichen. Man zieht heute die Richtigkeit dieses möglicherweise hochgespielten Berichts allerdings stark in Zweifel.